# Strongylognathus afer
Strongylognathus afer es una especie de insecto del género Strongylognathus, de la familia Formicidae, del orden Hymenoptera.

## Taxonomía
Fue descrita científicamente por Emery, 1884. 